# Janusia
A Janusia a Malpighiales rendjébe és a malpighicserjefélék (Malpighiaceae) családjába tartozó nemzetség.

## Rendszertani eltérés
Korábban a Cottsia nemzetségbeli fajokból három, a Janusia növénynemzetségbe tartozott; azonban a „The Plant List” című forrás még mindig ide sorolja azokat a fajokat is. Emiatt ebben a szócikkben 11, míg a TPL-ben 14 elfogadott faj van.

## Rendszerezés
A nemzetségbe az alábbi 11 faj tartozik:
- Janusia amazonica Griseb.
- Janusia anisandra (A. Juss.) Griseb.
- Janusia caudata Griseb.
- Janusia christianeae W.R.Anderson
- Janusia guaranitica (A.St.-Hil.) A.Juss.
- Janusia janusioides W.R. Anderson
- Janusia lindmanii W.R. Anderson
- Janusia mediterranea (Vell.) W.R.Anderson
- Janusia occhionii W.R. Anderson
- Janusia prancei W.R. Anderson
- Janusia schwannioides W.R. Anderson